# ایسو کورپوریشن
ایسو کورپوریشن (انگلیسی: ESO Corporation) شرکت برق لیتوانیایی است، که در سال ۲۰۱۱ تأسیس شد.